# Medieval Engineers
Medieval Engineers est un jeu vidéo sandbox en voxel développé et publié par le développeur tchèque Keen Software House. Le 19 février 2015, Medieval Engineers est sorti en tant que jeu à accès anticipé sur la plate-forme Steam. La version complète a été publiée le 17 mars 2020.

## Système de jeu
Le joueur contrôle un seul personnage, l'ingénieur, et il construit des structures, des petites cabanes aux châteaux entiers et même aux villes, en utilisant des blocs de construction prédéfinis. Les blocs peuvent être structurels, fonctionnels, interactifs ou esthétiques et sont divisés en deux types de base: grands et petits. Les gros blocs tels que les murs, la toiture et les palissades déterminent l'intégrité structurelle et peuvent s'effondrer sous leur propre poids s'ils ne sont pas construits avec soin ou s'ils sont endommagés lors d'une attaque. Les petits blocs tels que le bois, les roues pour les charrettes et l'équipement de siège, les meubles et les postes de travail d'artisanat, peuvent remplir des rôles esthétiques, interactifs et/ou fonctionnels.
Les petits éléments de bloc, et en particulier la barre de torsion, le tambour de corde, la croix de virage et les extrémités de corde, sont une caractéristique clé de Medieval Engineers, car ils permettent de combattre : le joueur peut les combiner avec d'autres objets en petits blocs pour créer des béliers, des catapultes, des trébuchets et des tours de siège, qui utilisent une physique réaliste basée sur la masse, la densité, la tension et l'inertie. Dans un monde multi-joueurs, les joueurs individuels peuvent chacun revendiquer un territoire, construire leurs propres châteaux et défenses, puis créer des engins de siège pour attaquer les châteaux des autres joueurs,,,.
Les joueurs peuvent également utiliser des outils pour construire de grands blocs, abattre et traiter des arbres, et remodeler le paysage, niveler à des fins de construction ou creuser pour extraire des ressources et former des tranchées et des monticules défensifs,. Des armes telles qu'un gourdin, une masse et une épée peuvent permettre se défendre des ennemis comme des barbares ainsi que d'autres joueurs humains, et attaquer directement les structures. Les arbalètes peuvent être utilisées pour attaquer les ennemis ou chasser le cerf  à distance, pour se nourrir et se cacher.

### Terrain et paysage
Le paysage de Medieval Engineers est une planète à base de voxel sphéroïde d'un rayon d'environ 10 kilomètres de jeu, qui est entièrement explorable par le joueur. Il contient de hautes chaînes de montagnes avec des zones praticables limitées, des vallées rocheuses profondes, des bois, des prairies et des champs variés, et un réseau de chemins de terre, qu'un joueur peut utiliser pour naviguer,. Les ressources pouvant être collectées varient en fonction de la nature du terrain. Le blé sauvage, les choux et le lin peuvent être trouvés dans les champs, par exemple, alors que les champignons et les baies n'existent que dans les zones boisées. De nombreux aspects du monde sont réglables au début du jeu, y compris le cycle jour-nuit, le nombre de personnages non-joueurs possibles (les PNJ incluent des cerfs et des attaquants barbares,) et la durée des dégâts ou des objets en vrac restent dans le monde.

### Modes de jeu
En mode survie, les joueurs sont vulnérables et conservent trois statistiques personnelles: l'endurance, la santé et la nourriture. L'endurance détermine la capacité d'un joueur à sprinter. Il est dépensé lors de l'utilisation de certains outils et armes, et récupéré en se reposant. La santé diminue lorsqu'un joueur est attaqué ou blessé, en tombant par exemple. Lorsque leurs santés est à zéro, ils meurent et réapparaissent, soit au hasard, soit dans leur lit s'ils en ont un, sans inventaire. Leur ancien inventaire est laissé dans un "sac de butin" depuis leur corps et peut être récupéré dans un temps limité. La santé se rétablit lentement, ce qui peut être accéléré en appliquant un bandage artisanal. Lorsque leurs nutritions est à zéro, la santé d'un joueur commence à baisser. Les aliments tels que les baies, les racines et les champignons peuvent être récoltés dans la nature et rendus plus nourrissants à l'aide d'un feu de camp artisanal et de diverses recettes.
Un joueur commence à ne savoir comment créer qu'une très petite variété d'objets. De nouveaux objets peuvent être débloqués grâce à la recherche de nouvelles compétences, ce qui implique généralement de collecter une certaine quantité d'objets divers et d'utiliser une table de recherche spécialement conçue. La création d'objets en mode survie nécessite également diverses ressources de composants, telles que du bois pour les murs en bois, de grosses pierres pour les murs en pierre ou des pailles de lin pour créer du fil (qui est ensuite utilisé pour créer des bandages, des cordes ou des bannières décoratives). La collecte, le transport et l'entretien des ressources est un aspect clé du mode de survie.
En mode créatif, les joueurs sont invulnérables et peuvent générer des ressources illimitées, créer instantanément des outils et des blocs, et posséder la capacité de voler. Les joueurs peuvent manipuler la surface de la planète d'une manière presque illimitée avec un outil appelé "Voxel Hands".

## Développement
Medieval Engineers est développé et publié par le développeur de jeux vidéo indépendant Keen Software House basé en République tchèque,. C'est un jeu de bac à sable développé sur le moteur de jeu basé sur le voxel de Keen, VRAGE 2. L'approche volumétrique est ce qui permet un comportement physique réaliste.
Le jeu fait suite aux premiers Space Engineers de Keen's Software House, qui est également un jeu de bac à sable basé sur le moteur VRAGE 2. La différence fondamentale dans le gameplay est que Space Engineers se déroule dans un environnement sans gravité, tandis que Medieval Engineers, qui se déroule sur une planète semblable à la Terre dont la gravité est présente.
Medieval Engineers a bénéficié d'un développement actif sous la direction de Tim "Deepflame" Toxopeus, avec des mises à jour hebdomadaires, notamment une vidéo annonçant mise à jour postée sur YouTube généralement le mardi. Cet effort actif s'est poursuivi jusqu'en février 2019. Après la sortie officielle de Space Engineers et de la version 0.7.1 de Medieval Engineers, toutes deux intervenues en février 2019, l'équipe de développement de Medieval Engineers a été intégrée à l'équipe Space Engineers sans aucune mise à jour future de prévue. Cependant, le jeu a reçu une petite mise à jour le portant à 0.7.2 lors de sa sortie officielle de l'accès anticipé en mars 2020.

## Accueil
Medieval Engineers a remporté le prix du jeu tchèque de l'année 2014 dans la catégorie contribution technique,. En juin 2017, il s'est vendu à plus de 250 000 exemplaires.